# El Tejado
El Tejado – gmina w Hiszpanii, w prowincji Salamanka, w Kastylii i León, o powierzchni 21,19 km². W 2011 roku gmina liczyła 138 mieszkańców.